# Weilbach (Bayern)
 For alternative betydninger, se Weilbach. (Se også artikler, som begynder med Weilbach)
Weilbach er en købstad (markt) i Landkreis Miltenberg i Regierungsbezirk Unterfranken i den tyske delstat Bayern.

## Geografie
Weilbach ligger i den bayerske del af Odenwald.

### Inddeling
Kommunen består ud over Weilbach af landsbyerne Weckbach, Gönz, Reuenthal, Ohrenbach, Wiesenthal og Sansenhof.